# Philip Lund
Philip Lund (født 5. september 1989) er en dansk fodboldspiller, der spiller i den amerikanske klub Oklahoma City. Han kan både spille kant og angriber.

## Karriere

### Vejle B
Philip Lund er startede sin karriere i Vejle Boldklubs talentafdeling
Lunds gennembrud på VBs 1. hold kom i foråret 2010, hvor han erstattede Brian Nielsen på klubbens venstrekant. Han havde dog spillet enkelte kampe for Vejle B i sæsonerne 2008 og 2009.
Philip Lund var på kontrakt i Vejle Boldklub frem til 30. juni 2011, men inden kontrakten med Vejle Boldklub udløb var Lund i efteråret 2010 udlejet til Kolding FC.

### FC Fyn
I august 2011 skiftede Philip Lund til FC Fyn på en et-årig kontrakt. Her hjalp han klubben til oprykning til 1. division. 

### Seattle Sounders FC
I efteråret 2012 var Lund klubløs pga. en skade. Da han igen var klar til at spille fodbold dog han til USA, hvor en prøvetræning med MLS-klubben Seattle Sounders FC kastede en fire-årig kontrakt af sig.